# Heliu, Anhui
Heliu (kinesiska: 河溜) är en köping i östra Kina. Den ligger i Huaiyuan härad i staden Bengbu i provinsen Anhui,  omkring 130 kilometer norr om provinshuvudstaden Hefei. Antalet invånare är 51965. Befolkningen består av 25 439 kvinnor och 26 526 män. Barn under 15 år utgör 20,0 %, vuxna 15-64 år 67 %, och äldre över 65 år 11,0 %.